# بترين

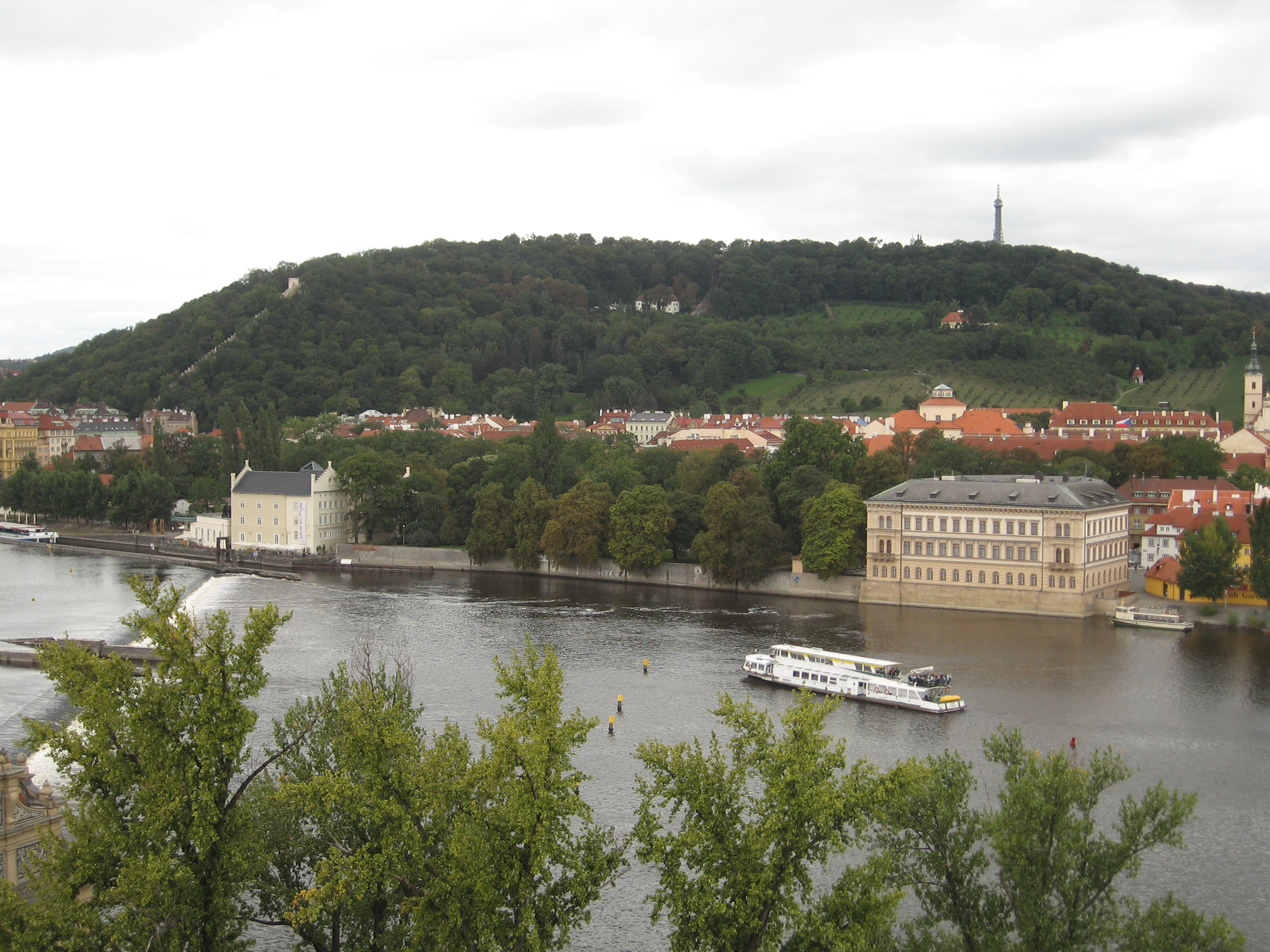
صورة لبترين من برج المدينة لروعة المنظر

بترين (بالإنجليزية: Petřín)‏ هو تل يقع في وسط العاصمة التشيكية براغ. يرتفع بحوالي 130 مترا على الضفة اليسرى لنهر فلتافا. وهو مغطى تماما بالحدائق، ويعتبر من المناطق المفضلة الترفيهية لسكان براغ. وهي من الأماكن المميزة في المدينة التي تعتبر أهم مقصد سياحي في البلاد. الحدائق فيها تعتبر بديعة وملهمة لكثير من الشعراء والأدباء الساكنين في المدينة.